# زهری شبدر (سرده)
زهری شبدر (نام علمی: Dorycnium) نام یک سرده از زیرخانواده باقالی‌ها است.